# Браун, Карл Роберт
Карл Ро́берт Бра́ун (англ. Carl Robert Brown, 26 ноября 1930 — 20 августа 1982) — американский учитель и массовый убийца. 20 августа 1982 застрелил из ружья восьмерых и ранил троих в сварочном цеху в городе Майами, штат Флорида. Он был смертельно ранен и сбит двумя свидетелями происшедшего, когда пытался скрыться с места преступления на велосипеде.

## Биография
Родился 26 июня 1930 в городе Чикаго, штат Иллинойс. Вступил в ряды ВМС США и был с почётом уволен в 1954. Позднее люди заявляли, что Браун всегда имел военную выправку и милитаристские настроения. В 1955 он переехал из Чикаго во Флориду, где в 1957 окончил университет Майами и в 1962 Восточно-Каролинский университет в г. Гринвиль, штат Северная Каролина, получив степень мастера по образованию. После непродолжительной работы на Keyes Realty он в 1962 году устроился на полное рабочее время на пост учителя истории в младшую хай-скул Халея, также с 1964 по 1970 работал по совместительству учителем по бухгалтерскому учёту в колледже Майами-Дейд.
Браун был дважды женат, у него было трое детей. Его первая жена умерла. Второй брак кончился разводом, поскольку согласно его второй жене Сильвии он отказывался получать психологическую помощь. В результате его состояние стало всё более ухудшаться, он приобрёл растрёпанный и тощий внешний вид и будучи когда-то скорее общительным человеком он всё более и более устранялся от общества. Позднее сосед говорил, что «он выглядел будто на 80 лет». По сообщениям одна из его дочерей пыталась поместить его в больницу, но её просьба была отклонена, поскольку требовалось добровольное согласие Брауна. Вдобавок его карьера начала страдать. В 1981 ввиду проблем в хай-скул Халея Браун, получивший известность как фанатик и ярый расист, ненавидевших всех был переведён в среднюю школу Дрю, где большинство учеников были негры. Там он преподавал американскую историю, пока 3 марта 1982 года не был отстранён от работы в связи с отпуском (больничным) для лечения проблем с психикой.
Хотя соседи описывали Брауна как тихого, доброго и готового прийти на помощь человека, тяжело работавшего, чтобы содержать свою квартиру в чистоте и порядке и в целом отзываясь о нём с похвалой как об арендодателе про Брауна также говорили, что у него была привычка рано утром гулять по чужим дворам и будить их криками: «Соединённые штаты!» и что ночью из его квартиры слышались выстрелы. Также говорили, что однажды он разбил окно выстрелом из пневматического оружия и в одном нижнем белье собирал грейпфруты с соседского дерева. Также, по всей видимости он собирал алюминиевые банки.
После поездки за границу, которую он предпринял незадолго до стрельбы, он впал в ещё худшее состояние, чем до этого и заявил, что в США нет ничего стоящего.
В заявлении о приёме на работу учителем в 1961 Браун написал, что «всегда был рад находиться с молодёжью» и заявлял, что «может помочь этим молодым людям благодаря своим способностям» его работа начала страдать от проблем с психикой, которые с годами всё более усугублялись. Долгие годы он выглядел, как компетентный учитель но с ухудшением его состояния на него приходили всё новые и новые жалобы. Ученики стали отказываться посещать его класс, так как он бессвязно рассказывал о своих личных проблемах и говорил на темы не связанные с его учебным планом, начинал запутанные разговоры, в которых пытался связать не относящиеся друг к другу вещи. Ученики часто извлекали выгоду из этого задавая ему вопросы, после чего он говорил весь остаток урока. 5 мая 1977 он оставил после уроков трёх девочек, потому что они отказались идти в его класс, поскольку их «тошнило от того что он говорил, они устали это слушать». Также он был весьма предубеждённым, делал угрожающие замечания и оскорблял людей, принадлежащих к другим расам.
Во время работы в младшей школе Халейя Браун написал письмо директору с целью «просвещения помощников руководителей» где в бессвязных и плохо собранных выражениях описал плохое поведение своих учеников: «Я не зачитываю ученикам их права, вы все делаете(…) Если вы когда-либо изучали законы о коммерции: пока ребёнку не исполнится 18 лет, ребёнок может делать всё что захочет и уйти со злоупотреблением. Если взрослый вмешивается, то он несёт ответственность как взрослый, но по законам для несовершеннолетних, ребёнок есть ребёнок».
Летом 1981 года Браун был переведён в среднюю школу Дрю. Там 3 декабря он вступил в спор в двумя учениками, обвинив их в бросании книжек. В ходе препирательств Браун описал своё поведение с подругой и погнался за учениками со степлером. Руководитель по контролю над персоналом бюро школьного Пат Грей описал это как «инцидент в классе (…) в котором мистер Браун проявил существенный недостаток зрелого суждения, подтекст навязчивых сексуальных идей и явную агрессию против студентов». Директор школы написал: «Я считаю что мистер Браун непоследователен и не способен понять серьёзности ситуации. Также я опасаюсь за безопасность учеников, в ходе моей беседы с мистером Брауном он не высказал никакого сожаления за свои действия, указывая на факт, что он — человек и любой отреагировал бы так же».
Директор Октавио Висьедо написал последнюю оценку для Брауна: «Я считаю что мистер Браун — отрицательная сила. Сегодня я провёл дополнительную проверку класса второго периода мистера Брауна и беспокоюсь о возможности катастрофы в этом классе. Как вы заметили после сегодняшней проверки, в классе абсолютно отсутствует дисциплина или контроль, я беспокоюсь за безопасность учеников и за безопасность мистера Брауна». Он отметил, что класс Брауна находится «в полном хаосе», ученики постоянно болтают, ходят по классу и выходят без разрешения.
На это Браун ответил письмом, в котором высказал предположение, что директор школы «должен искать помощи» у программы помощи служащим совета школы. Самому Брауну было предложено обратиться к программе в январе 1982.
Психиатр доктор Роберт А. Уейнгер обследовавший Брауна заявил: «Мистер Браун страдает скорее от сильной тревожности, связанной с некоторыми идеями параноидного и претенциозного характера» и также «показывает вероятное расстройство мышления». Хотя Уейнгер отметил, что эти симптомы могут повлиять на работу Брауна, он считает, что Браун, получив лечение и психотерапевтическую помощь способен продолжать преподавание. Он также отметил, что «хотя для окружающих Браун выглядит скорее чудаковатым и дезорганизованным, но не представляет опасности».
После обследования Браун написал Уейнгеру: «Я хотел бы поблагодарить вас за очень интересную и информативную встречу происшедшую вчера. Пожалуйста, приобщите стрессовые анализы крови, сердечную картограмму и анализ мочи к другим психологическим данным вашей программы». Наконец 3 марта Брауна освободили от обязанностей, дабы он получил психиатрическую помощь. Он согласился пройти дальнейшее лечение у Уейнгера, хотя встретившись с Пэт Браун заметил: «Уейнгер хочет изучать меня, это всё. Я могу вылечить доктора Уейнгера, я буду его лечить. Я изменю его потомство».
Согласно его бывшей жены Сильвии Браун за два дня до стрельбы просил разрешения вернуться на работу, но его психотерапевт, который позднее показал, что Браун в то время не показывал агрессивности, отказал ему в просьбе.

## Расстрел
19 августа за день до стрельбы Браун вступил в жаркий спор с Хорхе Кастальедой, работником компании «Bob Moore’s Welding & Machine Service Inc.» о счёте на сумму в 20 дол. за ремонт двигателя газонокосилки, которую он хотел использовать для своего велосипеда. Браун заявил, что работа сделана плохо. Браун также был рассержен, поскольку его дорожный чек был отвергнут. Поняв, что жаловаться без толку, Браун покинул магазин, заявив, что вернётся и убьёт здесь всех, но никто не воспринял его угрозу всерьёз.
Наутро следующего дня Браун явился в оружейный магазин в нескольких кварталах от его дома в Халее и приобрёл два дробовика, полуавтоматическую винтовку и патроны. За час до преступления Браун пригласил своего десятилетнего сына присоединиться к «убийству нескольких людей» и сказал, что последней точкой его маршрута будет младшая хай-скул Халея.
Незадолго до 11.00 он приехал в сварочный цех на велосипеде. Он надел на голову панаму и захватил с собой один из своих дробовиков. Браун считал, что это «Моссберг-500» 12-го калибра, но на самом деле это была «Итака-37» с пистолетной рукояткой. Ружьё он перекинул через плечо. Браун вошёл в магазин через боковую дверь и открыл стрельбу, сказав, что отправит всех в Германию. Согласно данным полиции Браун методично двигался через магазин пристреливая каждого, в основном с близкого расстояния и порой делая по два выстрела. Три человека были застрелены в конторе, другие — рабочей зоне и дороге перед магазином. В конце шесть из одиннадцати служащих были убиты и двое были при смерти. Троим удалось бежать, они запрыгнули в проезжавшую машину, которая довезла их до заправочной станции в миле от магазина, оттуда они позвонили [в полицию]. Когда в магазине ружья закончились патроны, Браун вышел из магазина, перезарядил ружьё и ещё два раза или больше заходил в магазин, после чего вышел оттуда и поехал на велосипеде по направлению к хай-скул Халея. Согласно показаниям свидетеля Браун «выглядел весьма инертным и бесстрастным» и «не пытался бежать, а словно просто покинул место убийства». Другой свидетель заявил: «Он сел на велосипед и покатился так, будто собирался совершить прогулку по North River Drive».
Когда Марк Крам, служащий соседнего магазина скобяных изделий услышал об убийстве, он схватил револьвер 38-го калибра и бросился в погоню за преступником на своей машине. На улице он встретил Эрнеста Хэммета, который пытался останавливать машины, они вместе устремились за преступником. Они нашли Брауна в шести кварталах близ международного аэропорта Майами. По словам Крама он сделал предупредительный выстрел над головой Брауна, хотя на самом деле его пуля поразила Брауна в спину и позднее вызвала смерть преступника. Когда Браун повернулся и прицелился в них из ружья они рванули вперёд и впечатали Брауна в бетонный фонарный столб. Браун вскоре скончался. В его карманах было ещё 20 патронов.

## Жертвы

### Убитые
| - Нельсон Барриос (Nelson Barrios), 46, сварщик - Лони Джефрис (Lonie Jeffries), 53, крановщик - Карл Ли (Carl Lee), 47, менеджер - Эрнестин Мур (Ernestine Moore), 67, мать владельца механического цеха | - Мангум Мур (Mangum Moore), 78, дядя владельца механического цеха - Марта Стилман (Martha Steelman), 29, секретарь - Хуан Рамос Треспаласиос (Juan Ramon Trespalacios), 38, механик - Педро Васкес (Pedro Vasques), 44, начальник цеха |

### Раненые
- Эдуардо Лима (Eduardo Lima), 30
- Карлос Васкес-старший (Carlos Vasquez Sr.), 42
- Карлос Васкес-младший (Carlos Vasquez Jr._, 17

## Последующие события
После стрельбы Роберт Стилман, муж погибшей Марты Стилман подал в суд на оружейный центр Гарсия, где Браун приобрёл оружие и на оружейную компанию «Итака», в которой было произведено ружьё Брауна, из которого он стрелял в людей.
Полиция обнаружила кассету в доме Брауна, где он называл себя Логосом, мифической личностью, который, по его мнению, контролировал законы Вселенной. «Говорит Логос. Бог во мне отвечает за хорошие и плохие звуки в твоей голове». «Сейчас я скажу несколько хороших слов в твоей голове, после чего я вернусь к тебе плохими звуками в твоей голове…Логос — божья искра, наиболее логичная. Я нерушим на Земле».
Против Крама не было выдвинуто никаких обвинений.